# دستم را بگیر (ترانه لیدی گاگا)
«دستم را بگیر» (انگلیسی: Hold My Hand) ترانه‌ای از خوانندهٔ آمریکایی لیدی گاگا است که در ۳ مهٔ ۲۰۲۲ از طریق اینترسکوپ رکوردز منتشر شد. این ترانه تک‌آهنگ آغازین موسیقی متن فیلم درام اکشن تاپ گان: ماوریک (۲۰۲۲) است. این ترانه به‌دست گاگا و بلادپاپ به‌عنوان «نامه‌ای عاشقانه به جهان در طی و پس از زمانی بسیار دشوار» نوشته و تهیه شد. بنجامین رایس به‌عنوان تهیه‌کنندهٔ فرعی در ترانه اعتبار دارد. از لحاظ موسیقایی، «دستم را بگیر» یک قطعهٔ آرنا راک «امیدبخش» است که شامل بند برگردان سرود جمعی و گیتار الکتریکی می‌شود.
از لحاظ تجاری، «دستم را بگیر» در صدر جدول کرواسی، رتبهٔ پنجم مجارستان و سوئیس و رتبهٔ ششم والونیا و استرالیا رسید و در میان ۳۰تای برتر جدول کانادا، فلاندر، ژاپن، هلند، سنگاپور، اسلواکی، تایوان و بریتانیا قرار گرفت. این ترانه با بازخورد متفاوت تا مثبتی مواجه شد؛ منتقدان تأکید داشتند که الهام‌بخشی آن از بالادهای قدرتمند دههٔ ۱۹۸۰، یعنی دهه‌ای که در آن تاپ گان اصلی (۱۹۸۶) اکران شد، بوده‌است. این ترانه جوایز و نامزدی‌های مختلفی شامل نامزدی در مراسم اسکار، گلدن گلوب و گرمی کسب کرد.
موزیک ویدئوی همراه ترانه به‌وسیلهٔ جوزف کوشینسکی، کارگردان تاپ گان: ماوریک کارگردانی شد و در ۶ مه ۲۰۲۲ منتشر شد.

## جوایز و نامزدی‌ها
| سال  | مؤسسه                             | جایزه                                                          | نتیجه    | منبع   |
| ---- | --------------------------------- | -------------------------------------------------------------- | -------- | ------ |
| ۲۰۲۲ | جوایز موسیقی هالیوود در رسانه‌ها   | بهترین ترانه اصلی – فیلم بلند                                  | نامزدشده | [ ۱ ]  |
| ۲۰۲۲ | جایزه منتخب مردمی                 | ترانه سال ۲۰۲۲                                                 | نامزدشده | [ ۲ ]  |
| ۲۰۲۲ | جایزه زرین ۱۰ ترانه برتر آرتی‌اچ‌کی | ده آهنگ طلایی برتر بین‌المللی                                   | نامزدشده | [ ۳ ]  |
| ۲۰۲۲ | جوایز موسیقی متن جهانی            | بهترین ترانه اصلی مستقیماً نوشته‌شده برای یک فیلم                | نامزدشده | [ ۴ ]  |
| ۲۰۲۳ | نود و پنجمین دوره جوایز اسکار     | جایزه اسکار بهترین ترانه                                       | نامزدشده | [ ۵ ]  |
| ۲۰۲۳ | جوایز انتخاب منتقدان              | بهترین ترانه                                                   | نامزدشده | [ ۶ ]  |
| ۲۰۲۳ | انجمن منتقدان فیلم جورجیا         | بهترین ترانه اصلی                                              | برنده    | [ ۷ ]  |
| ۲۰۲۳ | هشتادمین مراسم گلدن گلوب          | جایزه گلدن گلوب بهترین ترانه غیراقتباسی                        | نامزدشده | [ ۸ ]  |
| ۲۰۲۳ | شصت و پنجمین مراسم جایزه گرمی     | بهترین ترانه نوشته‌شده برای رسانه تصویری                        | نامزدشده | [ ۹ ]  |
| ۲۰۲۳ | جوایز انجمن ناظران موسیقی         | بهترین ترانه نوشته‌شده و/یا ضبط‌شده برای یک فیلم                 | نامزدشده | [ ۱۰ ] |
| ۲۰۲۳ | انجمن منتقدان هالیوود             | بهترین ترانه اصلی                                              | نامزدشده | [ ۱۱ ] |
| ۲۰۲۳ | انجمن منتقدان فیلم هیوستون        | بهترین ترانه اصلی                                              | نامزدشده | [ ۱۲ ] |
| ۲۰۲۳ | جوایز لومیر                       | بهترین ترانه اصلی                                              | برنده    | [ ۱۳ ] |
| ۲۰۲۳ | جوایز ستلایت                      | بهترین ترانه اصلی                                              | برنده    | [ ۱۴ ] |
| ۲۰۲۳ | انجمن آهنگسازان و ترانه سرایان    | ترانه اصلی برجسته برای تولید رسانه‌های تصویری دراماتیک یا مستند | نامزدشده | [ ۱۵ ] |